# Manlio di Veroli
Manlio di Veroli (* 12. April 1888 in Rom; † 21. September 1960 in London) war ein italienischer Pianist, Gesangslehrer und Komponist.

## Leben und Werk
Manlio di Veroli studierte am Conservatorio di Santa Cecilia bei Stanislao Falchi, Remigio Renzi und Giovanni Sgambati.
1911 ging er nach London und wirkte dort als Pianist  und Leiter einer von ihm gegründeten Operngesangsschule.
Manlio di Veroli schrieb eine Operette, Orchesterstücke, die Scena drammatica für Sopran und Orchester, ein Cellokonzert, drei Cellosonaten, ein Streichquartett und über 40 Romanzen auf italienische, französische und englische Texte.